# Vacone
Vacone è un comune italiano di 224 abitanti della provincia di Rieti nel Lazio.

## Geografia fisica

### Territorio
Vacone sorge a 517 metri di altitudine sul livello del mare. 
Il territorio di Vacone è quasi totalmente montano, caratterizzato da ampi tratti boscosi con una vegetazione molto rigogliosa che viene interrotta da affioramenti rocciosi e fenomeni di microcarsismo (doline, antri e grotte con stalattiti e stalagmiti).
Il centro storico sorge arroccato sulle pendici del monte Cosce, di soli 1 114 metri, ma imponente nella sua mole, tanto da essere visibile, nelle giornate limpide, dal centro di Roma.
Nel territorio comunale scorre il torrente L'Aia. Il Bosco Pago è classificato come sito di importanza comunitaria (SIC).

### Clima
- Classificazione climatica: zona E, 2306 GG.

## Storia
L'origine del toponimo del comune di Vacone deriva dalla dea Vacuna, divinità sabina il cui culto venne introdotto da Numa Pompilio e che era collegato ai boschi, alle acque, al naturalismo silvestre, alla caccia e alla fecondità, venerata soprattutto tra la fine dell'età repubblicana e la prima età imperiale; Vacuna era anche collegata al riposo, da cui i termini vagare, vacante, vacanze, vacuo. È probabile che sull'acropoli del paese, dove oggi si erge la chiesa di San Giovanni Evangelista, si trovasse un “fanum Vacunae“, cioè un tempio dedicato alla dea, di cui però non sono state ritrovate tracce.
Le prime notizie su Vacone risalgono al 1027 in relazione al castello, il quale venne ceduto all'abbazia di Farfa. Divenne in seguito dominio degli Orsini. Successivamente divenne feudo dei Caetani, degli Spada, dei Vaini e infine dei Clarelli. Questi ultimi, nella persona di Antonio Clarelli, rinunciarono in data 18 novembre 1816 ai diritti feudali su Vacone.

## Monumenti e luoghi d'interesse
Il Castello
Il Castello medievale di Vacone è situato sulla sommità del colle su cui sorge il paese. Quanto alle antiche mura, l'unica parte restante è il torrione che sormonta la porta di accesso al paese, su cui si trova lo stemma dei Clarelli, ultimi feudatari.
Fonte Bandusia
I resti romani di una piccola fonte presso Vacone lasciano pensare che sia proprio questa la fonte che abbia ispirato il poeta Quinto Orazio Flacco, il quale nella vigilia dei Fontanalia, festa che ricorreva il 13 ottobre, si rivolge alla Fons Bandusiae e scrive la sua Ode, assicurando che, grazie alla sua poesia, diverrà anch'essa una di quelle fonti rese famose dal canto dei poeti. Il poeta offre in sacrificio del vino, corone di fiori e il sangue di un capretto.
degna di dolce vino e ghirlande di fiori,
domani ti sarà donato un capretto
sulla cui fronte turgida spuntano le prime corna
per destinarlo alle battaglie d'amore.
Invano, giacché tingerà di rosso sangue
le tue gelide correnti
la prole del gregge lascivo.
Te non raggiunge la torrida canicola,
tu con le fresche acque
offri ristoro ai buoi stanchi d'arare ed al gregge vagante.
Anche tu sarai una famosa fontana,
poiché io canto il leccio che ombreggia il tuo antro
e la roccia ove sgorgano le tue acque mormoranti”.»
((Ode XIII, Libro III))
Chiesa di Santo Stefano
Si tratta dei resti, in quanto oggi quasi completamente diruta, della prima chiesa cristiana del territorio, risalente al X secolo, situata lungo la strada comunale “Sasso Grosso” per Terni. Nella piccola abside sono ancora visibili i resti di un antico dipinto. Aveva una torre quadrata adibita a campanile costruita con resti provenienti dalla vicina villa di Orazio, infatti un'epigrafe ne testimonia la provenienza, collegato ad Augusto tramite i liberti della Gens Octavia.
Chiesa parrocchiale di San Giovanni Evangelista
La chiesa parrocchiale di San Giovanni Evangelista, adiacente al castello, risale al XII secolo. Tuttavia, i successivi e profondi cambiamenti, soprattutto quelli del 1539, ne hanno modificato l'architettura romanica iniziale. I rifacimenti riguardano sia l'interno siae l'esterno, tranne l'abside semicircolare sul retro della chiesa. Le capriate del tetto furono sostituite dalla volta a botte e l'austera facciata romanica fu tutta adornata in stile barocco con piastrini di stucco, successivamente ricoperta da intonaco. A fianco della porta, all'interno di una piccola nicchia è presente un affresco risalente all'inizio del XII secolo, rappresentante la Madonna con il Bambino in braccio. La chiesa presenta una navata unica e cinque altari. Sopra l'arcata maggiore si erge il trittico su tavola a tempera attribuito a Marco Antonio Aquili, secondogenito di Antoniazzo Romano. L'opera rappresenta i tre santi a cui gli abitanti di Vacone sono maggiormente devoti: San Paolo apostolo, San Giovanni Evangelista e Santo Stefano protomartire, accompagnati rispettivamente da tre scene che si riferiscono al loro martirio: Decapitazione di san Paolo, San Giovanni Evangelista immerso nell'olio bollente, Martirio di santo Stefano. La tavola fu trafugata negli anni ottanta del secolo scorso e restituita solo nel 2009 grazie al Nucleo Tutela Patrimonio Culturale dell'Arma dei Carabinieri di Firenze. In un altro quadro, realizzato sul disegno di Girolamo Troppa, è invece raffigurata la Madonna del Rosario: la Vergine con il Bambino in braccio nell'atto di offrire a San Domenico e a Santa Caterina la corona del rosario con intorno i quindici misteri.
Eremo di Sant'Orsola
L'edificio, costruito nel 1679 e oggi disabitato, sorge sul fianco meridionale del monte Cosce ed è caratterizzato da un'architettura semplice.
Caratteristico dell'eremo è il campanile a vela ove è collocata una campana con l'immagine di Gesù e riportante l'iscrizione “Maria gratia plena”, che riprende il primo verso in latino dell'Ave Maria.
Monastero di San Gandolfo
Si conosce molto poco al riguardo, oggi restano solo dei ruderi risalenti al X secolo.
Non distanti si trovano le sorgenti del Collalto, dai cui sgorga un'acqua molto leggera che rifornisce la fontana collocata all'ingresso del paese, e la grotta Cherubini, una profonda cavità carsica che si narra fosse abitata nel Neolitico.
Il Pago
Il Pago, misterioso bosco sacro alla dea Vacuna cantato anche da Plinio il Vecchio, è costituito per lo più dai lecci (quercus ilex), ma troviamo anche altre specie quali castagno, quercia, cerro, orniello e olmo, tipici della macchia mediterranea.
Su uno slargo si erge la chiesa di S. Michele Arcangelo, attigua a quello che un tempo era una residenza per eremiti oggi divenuto un complesso turistico. La costruzione, risalente al XVII secolo, fu voluta dalla famiglia Vaini. Oggi la chiesa è molto richiesta per la celebrazione di matrimoni e altre cerimonie, visto l'incantevole scenario del bosco vaconiano che le fa da cornice, recentemente attrezzato con barbecue, tavoli da pic-nic e area camping con servizi igienici.

## Società

### Evoluzione demografica
Abitanti censiti

## Cultura

### Cucina
- Fregnacce: delle specie di frittelle, molto sottili simili nell'aspetto a delle crêpes, ricavate da un impasto di acqua e farina con mentuccia o uvetta secca;
- Falloni, delle specie di pizzette arrotolate ripiene di verdure.

## Amministrazione
Nel 1923 passa dalla provincia di Perugia in Umbria, alla provincia di Roma nel Lazio, e nel 1927, a seguito del riordino delle circoscrizioni provinciali stabilito dal regio decreto n. 1 del 2 gennaio 1927, per volontà del governo fascista, quando venne istituita la provincia di Rieti, Vacone passa a quella di Rieti.
Nel 1928 il comune di Vacone è aggregato a quello di Cottanello, da cui si separa nel 1946.
| Periodo | Periodo   | Primo Cittadino     | Partito                         | Carica  | Note                 |
| ------- | --------- | ------------------- | ------------------------------- | ------- | -------------------- |
| 1995    | 1999      | Giuseppe Mellini    | lista civica                    | Sindaco |                      |
| 1999    | 2004      | Renato Romano Renzi | lista civica                    | Sindaco |                      |
| 2004    | 2009      | Renato Romano Renzi | lista civica                    | Sindaco | 2º mandato e dimesso |
| 2009    | 2014      | Giuseppe Mellini    | lista civica                    | Sindaco |                      |
| 2014    | 2019      | Roberto Renzi       | lista civica per Vacone         | Sindaco |                      |
| 2019    | 2024      | Marino Capanna      | lista civica Insieme per Vacone | Sindaco |                      |
| 2024    | in carica | Marino Capanna      | Rinnovarsi per Vacone           | Sindaco | 2º mandato           |

### Altre informazioni amministrative
- Fa parte della Comunità montana "Sabina";
- Il comune fa parte insieme ai comuni di Cottanello, Configni e Montasola dell'Unione dei comuni della Val d'Aia.